# 930 Westphalia
A 930 Westphalia (ideiglenes jelöléssel 1920 GS) a Naprendszer kisbolygóövében található aszteroida. Walter Baade fedezte fel 1920. március 10-én, Bergedorfban.